# Кип'ячківська сільська рада
| Кип'ячківська сільська рада — орган місцевого самоврядування у Миронівському районі Київської області з адміністративним центром у с. Кип'ячка. Історична дата утворення: в 1961 році. 19 серпня 1999 року прийнято рішення Київської обласної ради №138-08 «Про часткові зміни в адміністративно-територіальному устрої окремих районів області», відповідно до якого з облікових даних було виключене село Сталівка Кип’ячківської сільради Миронівського району. Сільській раді підпорядковані населені пункти: - с. Кип'ячка - с. Горобіївка - с. Тарасівка |

## Склад ради
Рада складається з 16 депутатів та голови.

### Керівний склад ради
| ПІБ                         | Основні відомості                                                                  | Дата обрання | Дата звільнення |
| --------------------------- | ---------------------------------------------------------------------------------- | ------------ | --------------- |
| Добросько Василь Васильович | Сільський голова, 1951 року народження, освіта, член Соціалістичної партії України | 26.03.2006   | 31.10.2010      |
| Коломієць Світлана Петрівна | Сільський голова, 1971 року народження, освіта середня спеціальна, позапартійна    | 31.10.2010   |                 |

Примітка: таблиця складена за даними джерела